# Dalbergia peishaensis
Dalbergia peishaensis là một loài thực vật có hoa trong họ Đậu. Loài này được Chun & T.Chen miêu tả khoa học đầu tiên.